# Ni una palabra
Ni una palabra, cuyo título original es Don’t Say a Word en inglés, es una película de suspenso estrenada el 28 de septiembre de 2001 en Estados Unidos y el 23 de noviembre del mismo año en España. Protagonizada por Michael Douglas, Sean Bean y Brittany Murphy y dirigida por Gary Fleder. La película está basada en la novela No digas nada, de Andrew Klavan.

## Argumento
En 1991, una banda de ladrones roba una rara gema valorada en 10 millones de dólares, pero, en el proceso, dos miembros de la banda traicionan a su líder, Patrick Koster, y se llevan la piedra preciosa. Diez años más tarde, el día antes del Día de Acción de Gracias, el destacado psiquiatra privado de Manhattan, el Dr. Nathan R. Conrad, es invitado por su amigo y antiguo colega, el Dr. Louis Sachs, a examinar a Elisabeth Burrows en el sanatorio estatal. Habiendo sido liberados de prisión dos semanas antes, Patrick y los miembros restantes de la pandilla irrumpen en un apartamento que da al apartamento de Nathan, donde vive con su esposa Aggie y su hija Jessie. Patrick le informa a Nathan que Elisabeth solo finge estar loca para esconderse en la institución de esta pandilla que está buscando la gema. Esa noche, Patrick secuestra a Jessie para obligar a Nathan a adquirir un número de seis dígitos de la memoria de Elisabeth. Cuando Nathan visita a Elisabeth, ella se muestra reacia al principio, pero luego él se gana su confianza, especialmente cuando le revela la situación con Jessie. Sachs le admite a Nathan que la pandilla que secuestró a Jessie también secuestró a su novia para obligarlo a adquirir el número de Elisabeth. Luego, Sachs recibe la visita de la detective Sandra Cassidy, quien le revela que su chica ha sido encontrada muerta. Mientras tanto, Aggie escucha la voz de Jessie y se da cuenta de que los secuestradores residen en el apartamento cercano. Los secuestradores envían a uno de ellos a matar a Aggie mientras los demás escapan con Jessie, pero Aggie le tiende una emboscada y lo mata. 
Después de que Nathan saca a Elisabeth del sanatorio, ella recuerda ciertos eventos relacionados con la pandilla. Se revela que el padre de Elisabeth era el pandillero que traicionó a los demás y se quedó con la gema. Sin embargo, otros miembros de la pandilla lo encontraron más tarde y le ordenaron que revelara dónde había escondido la gema, empujándolo posteriormente frente a un tren subterráneo. Los pandilleros fueron arrestados de inmediato y Elisabeth escapó con su muñeca en la que estaba escondida la gema. También recuerda que el número requerido, 815508, es el número de la tumba de su padre en Hart Island y que su muñeca está colocada junto a él en el ataúd. Ella explica que había viajado de polizón en un barco que llevaba el ataúd de su padre para enterrarlo en el campo de Potter en Hart Island, donde los sepultureros pusieron dentro la muñeca, llamada Mischka. Nathan y Elisabeth roban un barco para llegar a la isla Hart. Los pandilleros los rastrean y exigen que Nathan les dé el número que quieren. Elisabeth revela el número y Patrick ordena a su compañero que exhume el ataúd de su padre después de liberar a Jessie. 
Encuentra la muñeca y la gema escondida en su interior. Luego decide matar a Nathan y Elisabeth, pero Cassidy llega antes de que pueda dispararles. Cassidy dispara al compañero de Patrick, pero Patrick logra herirla. Aprovechando la confusión, Nathan le quita la gema a Patrick y la arroja a una fosa común abierta. Nathan patea a Patrick hacia la tumba y luego provoca que sus lados colapsen, llenando la tumba con tierra y enterrando vivo a Patrick. Nathan se reúne con Aggie y Jessie, agradece a Cassidy e invita a Elisabeth a vivir con ellas.

## Reparto
- Michael Douglas como el Dr. Nathan Conrad.
- Sean Bean como el delincuente Patrick Koster.
- Brittany Murphy como la paciente Elisabeth Burrows.
- Skye McCole Bartusiak como Jessie Conrad, la hija del Dr. Conrad
- Jennifer Esposito como la detective Sandra Cassidy.
- Famke Janssen como Aggie Conrad, esposa del Dr. Conrad.
- Oliver Platt como Louis Sachs, jefe del Dr. Conrad.

## Recepción crítica y comercial
Según la página de Internet Rotten Tomatoes, la película obtuvo un 23 % de comentarios positivos, llegando a la siguiente conclusión: «Ni una palabra es ágil y está realizada de una manera competente, pero la película es una rutina y la credibilidad de la misma queda en entredicho».
Destacar el comentario del crítico cinematográfico Stephen Hunter: «Es una película de Hollywood, no un buen film».
Según la página de Internet Metacritic, la película obtuvo 32 comentarios, de los cuales 9 (38 %) fueron positivos.
Recaudó en Estados Unidos 55 millones de dólares estadounidenses. Sumando las recaudaciones internacionales la cifra asciende a 100 millones. El presupuesto invertido en la producción fue de 50 millones aproximadamente.

## Premios
Satellite Awards
| Año  | Categoría                       | Persona         | Resultado |
| ---- | ------------------------------- | --------------- | --------- |
| 2002 | Mejor actriz de reparto - drama | Brittany Murphy | Candidata |

## Localizaciones
Ni una palabra se empezó a rodar el 15 de diciembre de 2000 en diversas localizaciones de Estados Unidos y Canadá. Destacando las ciudades de Ontario, Nueva York y Toronto.

## DVD
Ni una palabra salió a la venta el 10 de febrero de 2002 en España, en formato DVD. El disco contiene menús interactivos, acceso directo a escenas, subtítulos y audio en múltiples idiomas, escenas eliminadas, making of, comentarios y documental: estadísticas vitales del reparto. En Estados Unidos salió a la venta el 19 de febrero de 2002, en formato DVD. El disco contiene menús interactivos, acceso directo a escenas, subtítulos y audio en múltiples idiomas y comentarios del director Gary Fleder.